# Les Ancêtres d'Avalon
Les Ancêtres d'Avalon est un roman publié en 2004, aux éditions Viking Penguin, sous le titre original Ancestor of Avalon par Diana L. Paxson d'après les notes de l'auteur Marion Zimmer Bradley morte en 1999. Ce roman constitue le premier volet du Cycle d'Avalon de Marion Zimmer Bradley, et le lien avec l'ouvrage La chute d'Atlantis.
Marion Zimmer Bradley écrivit dans les années 1950 un roman intitulé Web of Darkness, qui était un roman sentimental se passant pendant la submersion de l'Atlantide. Ce n'est que vers 1980 que l'évolution de la littérature fantastique en permit la publication, mais l'auteur, ne le fit pas, occupé sur d'autres travaux. Il ne parut qu'en 1987, sous le titre de The Fall of Atlantis (La Chute d'Atlantis). Au début des Dames du Lac, il est dit que Uther et Ygerne sont des réincarnations d'un prêtre et d'une prêtresse atlantes. L'auteur dit aussi un jour à Diana L. Paxson qu'elle sentait qu'Eilan et Caillean, des personnages de La Colline du Dernier Adieu, fussent des réincarnations de Deoris et de Domaris, des sœurs présentes dans Le Chute d'Avalon. Ce furent ces détails qui incita Diana L. Paxson à écrire un roman pour faire la transition entre Atlantis et Avalon.

## Synopsis
Environ 2000 ans av. J.-C., l'Atlantide vit ses derniers moments. Elle est divisée en dix royaumes, dont celui d'Alkonath et celui d'Ahtarrath. Les séismes se multiplient et l'évacuation des populations est organisée. Mais la fin se précipite, et la panique s'installe, désorganisant l'exode. Micail et Tiriki, les princes d'Ahtarrath se retrouvent séparés.
Micail se retrouve avec son cousin Tjalan, prince d'Alkonath, et se réfugient au sud de l'Île des Braves (la future Grande-Bretagne) dans la ville de Belsairath, pour tenter de reconstruire la civilisation atlante. Pour ce faire, ils commencent la construction d'un cercle de pierres (Stonehenge) destiné à canaliser et utiliser les forces telluriques.
Tiriki se retrouve dans la même île mais plus au nord, et vit parmi un peuple vivant dans les marais autour du Tor. Elle donne naissance à Domara et devient prêtresse de la Déesse, qu'elle associe à une des divinités d'Atlantis.
Au bout de plusieurs années des deux groupes d'Atlantes reprennent contact, mais mesurent le fossé qui s'est creusé entre eux : ceux de Belsairath veulent vivre à la manière des anciens atlantes aux dépens de la population locale, tandis que ceux du Tor vivent intégrés en en symbiose avec le peuple des marais. Tjalan tente de soumettre le groupe du Tor au moyen des forces telluriques, mais l'affrontement se solde par sa mort et la mise en service du cercle de pierres. Micail, déchiré entre les deux camps est blessé, mais finit par se remettre et rejoint son épouse au Tor, pour créer les bases de la tradition à transmettre à la postérité.